# Mammoth (Wyoming)
Mammoth – jednostka osadnicza w Stanach Zjednoczonych, w stanie Wyoming, w hrabstwie Park.